# Krombeinius dictyon
Krombeinius dictyon är en stekelart som beskrevs av Darling 1995. Krombeinius dictyon ingår i släktet Krombeinius och familjen gropglanssteklar. Inga underarter finns listade i Catalogue of Life.